# André Cornu (architecte naval)
Pour les articles homonymes, voir André Cornu et Cornu.
André Cornu est un architecte naval français, né le 9 avril 1912 à Nantes, où il meurt le 29 août 2003.

## Biographie
Ingénieur de formation et régatier, notamment sur Caneton et 505, il conçoit notamment le dériveur 470 en 1962, qui fait fureur au Salon nautique international de Paris de 1963, avant de devenir dériveur olympique en 1976. On lui doit aussi le Vent d'Ouest, petit quillard pour les eaux abritées.
Il est le cousin germain d'un autre architecte naval connu dans le monde de la plaisance : Eugène Cornu, à qui on doit le Caneton 57, et bon nombre de voiliers de croisière côtière, comme le Bélouga. Les deux hommes sont souvent confondus aujourd'hui.
Il est le père du skipper Jean-Claude Cornu.